# Hull City Association Football Club
Hull City Association Football Club é um clube de futebol inglês, da cidade de Kingston upon Hull, na região de East Riding of Yorkshire. Atualmente o clube está na EFL Championship, o segundo escalão da Inglaterra. O time manda seus jogos no KCOM Stadium, com capacidade para 25.586 lugares. Seus grandes rivais são o Grimsby Town e o Scunthorpe United.

## História
O clube foi fundado em 28 de junho de 1904. Devido à popularidade da Rugby league em Kingston upon Hull, tentativas anteriores de fundar uma associação de futebol na cidade provaram ser difíceis. Em 1904, tanto o Hull FC quanto o Hull KR já eram times bem estabelecidos com apoio local apaixonado. O desejo de um terceiro time para representar a cidade em esportes competitivos não estava particularmente presente na época, mas o apoio logo cresceria. O clube enfrentou algumas interrupções iniciais após a fundação, pois não conseguiu se candidatar à filiação à Football League para a temporada 1904-05 e, em vez disso, jogou apenas em amistosos. A primeira dessas partidas foi um empate por 2-2 com o Notts County em 1º de setembro de 1904, com uma multidão de 6.000 presentes. Essas primeiras partidas foram disputadas na casa do Hull FC, The Boulevard. A primeira partida competitiva de futebol do clube foi na fase preliminar da FA Cup, empatando por 3-3 com o Stockton FC em 17 de setembro, mas eles foram eliminados após perder o replay por 4-1 em 22 de setembro.
Desde sua primeira participação na Second Division em 1905–06, o clube nunca conseguiu subir para a primeira divisão do país.
Sua primeira participação pelo campeonato inglês aconteceu depois de muitos anos, na Premier League de 2008–09. Mesmo sendo fortes candidatos ao rebaixamento, sua primeira partida na primeira divisão foi sua primeira vitória, contra o Fulham, ganhando de 2–1. Geovanni foi o jogador a marcar o primeiro gol do time na história da primeira divisão.

Contudo, o time não conseguiu ficar por muito tempo na liga, sendo rebaixado na temporada seguinte.

Elencos do Hull City e Arsenal para a final da FA Cup.

Na temporada 2013-14 da FA Cup, o Hull City conseguiu chegar à final, passando por Middlesbrough, Southend United, Brighton, Sunderland e Sheffield United. Os Tigers perderam a final para o Arsenal de 3-2.

## Títulos
- Campeonato Inglês da 3° Divisão: 4

(1932-36, 1948-49, 1965-66, 2020-21)
- Vice-campeão da Copa da Inglaterra em 2014.

## Elenco
Atualizado em 14 de Janeiro de 2025.
Legenda
- Capitão
- Emprestado